# 知花メイサ
知花 メイサ（ちばな メイサ、1992年3月5日 - ）は、日本のAV女優。東京都出身。マークスジャパン所属。中国での表記は「知花梅莎」。

## 人物・来歴
普段からヨガなどで体を動かし、格闘技が好きで、特に漫画『グラップラー刃牙』シリーズの花山薫のファンである。趣味は料理、特技は格闘ゲーム、中国語を学んでいる。AV女優としては麻美ゆまを目標としている。
2012年10月、アリスJAPAN専属でAVデビューし、2013年1月まで所属。2013年3月以降はキカタン女優として活動している。デビュー前から現在まで撮影会モデルもこなしている。BRW108のメンバーでもある。
2013年3月22日、台湾史上初の合法アダルトサイト「941HD.COM」オープンイベントに参加、その様子は現地マスメディアにも取り上げられた。イベントには藤嶋唯、吉沢明歩も参加し、インタビュー時にはしっかりした中国語で挨拶した。

## 作品

### イメージビデオ
- Meisa ユニバーサル ストリッパー（2013年1月13日、グラッツコーポレーション、DVD&BD）

### アダルトビデオ
アリスJAPAN専属
- 新人×アリスJAPAN 巨乳美白パーフェクトボディ（2012年10月12日）[13]
- 三ツ星女優の潮吹き・絶頂・3Pスペシャル（11月9日）[14]
- 汗だく汁まみれ性交（12月14日）
- ナイスバディソープランド（2013年1月11日）[15]

キカタン
- 性欲むきだし雌女（2013年3月13日、E-BODY）
- 全裸巨乳家政婦（3月19日、OPPAI）
- M男専用カウンセリング痴女医（3月25日、美）
- 長身・美脚Gカップ美巨乳! 若奥様メイサ絶頂男狂い（4月7日、桃太郎映像出版）
- 寝取らせ女房 ウチの嫁抱かせます（4月18日、グローリークエスト）
- 恥ずかしいカラダ ビキニショック（4月27日、HMJM）
- 潮吹きチアリーダー（5月7日、BeFree）
- 嫁の居ぬ間に○○しちゃった俺 4（5月23日、アキノリ）
- 乳首快楽Men’sサロン ゾクゾクしながら…癒されたい（6月7日、ドリームチケット）
- 完全ノーカット真性中出し（6月13日、ムーディーズ）
- 義母相姦 新婚母強姦中出し（6月19日、VENUS）
- オイルマッサージ 巨乳人妻編（6月20日、グローリークエスト）共演:森ななこ、くるみ、音無かおり

### 雑誌
- 人妻DVD Dream 6月号（2013年4月17日、三和出版）

## 出演

### TV
- そこウサ（2012年10月25日、千葉テレビ） - ゲスト
- おっぱい×おっぱい（2013年1月5日、エンタ!959） - ゲスト
- 國光幫幫忙（3月25日、SET）- 台湾でゲスト

### ニコニコ生放送
- 【AV女優】知花メイサ＠初めてのニコ生!（2012年11月21日）
- 「これでもかっ!オールスターAV女優ニコ生祭!!vol.2」[16][17][18]（12月6日）共演:相葉レイカ、一条綺美香、篠田ゆう、白木優子、長澤あずさ、羽月希、藤嶋唯、真木今日子、赤西涼
- 【AV女優】知花メイサ＠私は一向にかまわんっ!（12月10日 - ）
- 「これでもかっ!オールスターAV女優ニコ生祭!!vol.3 ペロペロXXX」（2013年6月14日）共演:羽月希、有村千佳、あやみ旬果、一条綺美香、松嶋友里恵